# Wendy Williams
Wendy Williams (n. 14 iunie 1967, Saint Louis, Missouri, SUA) este o săritoare în apă ce a reprezentat Statele Unite ale Americii, medaliată olimpică. A participat la o ediție a Jocurilor Olimpice (1988) în care a câștigat o medalie de bronz.